# Kleinandelfingen
Kleinandelfingen är en ort och kommun i distriktet Andelfingen i kantonen Zürich, Schweiz. Kommunen har 2 203 invånare (2023).
I kommunen finns, förutom centralorten Kleinandelfingen (1434 invånare), även orterna Alten (297 invånare) och Oerlingen (378 invånare).